# Топия (род)
 Топия (алб. Topia)  — один из самых могущественных албанских феодальных родов в Позднем Средневековье. Топия изначально входил в состав дворянства Анжуйского Королевства Албании.

## Ранняя история
Первое упоминание о Топия относится к 1329 году, когда Танусио Топия (англ.) упомянут как один из графов Албании. В 1338 году Танусио упомянут как граф Матии (conte di Matia). Согласно Анамали и Прифти, у Танусио был брат Доминик, который был высшим клириком и служил советником короля Неаполя Роберта Анжуйского.
По словам Карла Хопфа, сын или брат Танусио, Андреа, как сообщал Гьон Музаки (англ.), влюбился в дочь короля Роберта Неаполитанского, когда её корабль, направлявшийся в княжество Морея, чтобы обвенчаться с женихом, остановился в Дураццо, где они и встретились. Андреа похитил её и женился на ней, и у них было два сына, Карл и Георгий. Разъяренный король Роберт под предлогом примирения пригласил молодоженов в Неаполь, где приказал их казнить.
Семья Топия перешла из восточного православия в католичество.
К 1340 году род Топия контролировал большую часть территории между реками Мати и Шкумбини. Вместе с семьей Музака они согласились признать сюзеренитет Анжуйской династии после восстания против сербов. Однако, за исключением Андреа Музаки, который победил сербов в битве в горах Перистери, никаких действий по реализации договора с анжуйцами предпринято не было.

## Княжество Албания до завоевания Карлом Топией Дурреса
При Карле Топии семья достигла своего апогея. После смерти сербского императора Стефана Душана (1355) Карлу удалось захватить большую часть центральной Албании, которая до этого была частью Сербской империи. В 1362 году его войска атаковали город Дуррес, находившийся тогда в руках анжуйцев. Хотя он не смог захватить город, но заставил их платить ежегодную дань его семье. В 1368 году Карлу Топия удалось захватить Дуррес. Около 1370 года Карл Топия напал на владения рода Музака и сумел захватить у них территорию между реками Шкумбини и Семани. Теперь территория Топии простиралась от Мати до река Семани, достигая своего максимального расширения. Это агрессивное поведение принесло сложную ситуацию и многих врагов. В 1376 году Людовик д’Эврё, герцог Дураццо, получивший права на Албанское королевство от своей второй жены, напал на город и захватил его. Однако в 1383 году Карл Топия вновь взял город под свой контроль.
Семья Музака объединилась с Балшей II против Карла Топии. В начале 1385 года Дуррес захвачен Балшей II в результате внезапной атаки. Карл призвал на помощь турок-османов, и войска Балши были разбиты в битве при Савре. В том же году Карл Топия вновь захватил Дуррес и удерживал его до своей смерти в 1388 году. Впоследствии Дуррес унаследован его сыном Георгием, владыкой Дурреса. В 1392 году Георгий сдал Дуррес и свои владения Венеции.

## Топия после смерти Карла
После смерти Карла его владения были разделены между его дочерью Еленой Топией и сыном Георгием Топией. Георгий сохранил Дуррес и его окрестности, которые он позже передал Венецианской республике, в то время как Елена Топия удерживала город Круя и его окрестности. Она была замужем за венецианским дворянином Марко Барбариго. Граф Никита Топия — двоюродный брат Георгия, правивший в регионе к югу от Дурреса. В 1403 году Никете Топия удалось отвоевать Крую у своей двоюродной сестры Елены, тем самым получив ещё одну часть территории, ранее удерживавшейся Топией. У него были хорошие отношения с Венецией, которая была заинтересована в том, чтобы иметь некоторую буферную зону между ними и наступающей османской армией. Однако в 1412 году Никита Топия потерпел тяжелое поражение от войск Теодора II Музаки. Он сам чувствовал себя пленником и при вмешательстве Дубровницкой республики был освобожден, но только после передачи некоторых территорий вокруг реки Шкумбини семье Музака. После его смерти в 1415 году замок Круя был занят турками-османами.

## Поздние представители рода
Более поздним представителем рода является Тануш Топия (? — 1467), известный командующий армией Скандербега и командующий гарнизоном Круя во время Второй осады Круи.

## Члены рода
- Танусио, граф Мати (1328-38), один сын
  - Андреа, женат на внебрачной дочери короля Роберта I Неаполитанского, был убит по приказу Роберта, оставил двух сыновей
    - Карл (или Карло), женат на Воиславе Балшич с 1370 года, трое детей. Всего у Карла было семь детей
      - Георгий (? — 1392), правитель Дураццо, был женат на Теодоре Бранкович
      - Елена (упоминается в 1388—1403 годах), муж — венецианский граф Марко Барбариго (первый брак) и сербский феодал Константин Балшич (второй брак), один сын от брака с Константином Балшичем
        - Стефан Марамонте (упоминается в 1419—1440 годах), зетский феодал, женат на Влайке Кастриоти

      - Воислава, 1-й муж — Cursachio, 2-й муж с 1394 года Прогон Дукаджини, правитель Лежи и дядя Пала Дукаджини[14]
      - Мария, мать неизвестна, муж — Филиппо ди Марамонте
      - Никита Топия, мать неизвестна, был женат на дочери Комнена Арианити, одна дочь
        - Мара, муж — Балша III с 1407 года (развод в 1412 году), одна дочь
          - Елена Топия Балшич

    - Неизвестный сын (возможно, Георгий)
      - Андрей Топия
      - Неизвестный сын, один сын
        - Тануш Топия, племянник Андрея